# Orientierungslauf-Weltmeisterschaften 2004
Die 21. Orientierungslauf-Weltmeisterschaften fanden vom 11. September bis 19. September 2004 in und um Västerås in Schweden statt.

## Männer

### Sprint
| Platz | Land | Athlet                | Zeit        |
| ----- | ---- | --------------------- | ----------- |
| 1     | SWE  | Niclas Jonasson       | 13.06,5 min |
| 2     | SWE  | Håkan Eriksson        | 13.09,0 min |
| 2     | UKR  | Juri Omeltschenko     | 13.09,0 min |
| 4     | SWE  | Johan Näsman          | 13.09,8 min |
| 5     | FRA  | Thierry Gueorgiou     | 13.10,0 min |
| 6     | NOR  | Øystein Kvaal Østerbø | 13.14,3 min |

Titelverteidiger:  Jamie Stevenson

Finale: 15. September

Ort: Villa Utsikten

Länge: 3,06 km

Steigung: 95 m

Posten: 12

### Mitteldistanz
| Platz | Land | Athlet               | Zeit        |
| ----- | ---- | -------------------- | ----------- |
| 1     | FRA  | Thierry Gueorgiou    | 32:45,9 min |
| 2     | RUS  | Walentin Nowikow     | 33:07,1 min |
| 3     | NOR  | Anders Nordberg      | 33:12,3 min |
| 4     | SWE  | Emil Wingstedt       | 33:14,4 min |
| 5     | SWE  | Johan Näsman         | 34:09,2 min |
| 6     | NOR  | Holger Hott Johansen | 34:16,0 min |

Titelverteidiger:  Thierry Gueorgiou

Finale: 18. September

Ort: Lappslätten

Länge: 6,3 km

Steigung: ? m

Posten: ?

### Langdistanz
| Platz | Land | Athlet               | Zeit        |
| ----- | ---- | -------------------- | ----------- |
| 1     | NOR  | Bjørnar Valstad      | 1:45:25,3 h |
| 2     | SWE  | Mattias Karlsson     | 1:45:57,2 h |
| 3     | NOR  | Holger Hott Johansen | 1:47:00,5 h |
| 4     | RUS  | Walentin Nowikow     | 1:47:48,5 h |
| 5     | SWE  | Emil Wingstedt       | 1:48:31,9 h |
| 6     | FIN  | Mats Haldin          | 1:49:17,5 h |

Titelverteidiger:  Thomas Bührer

Finale: 16. September

Ort: Västervåla

Länge: 17,11 km

Steigung: 610 m

Posten: 28

### Staffel
| Platz | Land | Athleten                                           | Zeit        |
| ----- | ---- | -------------------------------------------------- | ----------- |
| 1     | NOR  | Bjørnar Valstad Øystein Kristiansen Jørgen Rostrup | 2:08:08,5 h |
| 2     | RUS  | Michail Mamlejew Andrei Chramow Walentin Nowikow   | 2:08:12,5 h |
| 3     | SWE  | Mattias Karlsson Emil Wingstedt Niclas Jonasson    | 2:08:13,4 h |
| 4     | FIN  | Jani Lakanen Jarkko Huovila Mats Haldin            | 2:09:48,3h  |
| 5     | GBR  | Jon Duncan Daniel Marston Jamie Stevenson          | 2:12:30,5 h |
| 6     | LTU  | Simonas Krepsta Edgaras Voveris Marius Mazulis     | 2:12:38,0 h |

Titelverteidiger:  Niclas Jonasson, Mattias Karlsson, Emil Wingstedt

Finale: 19. September

Ort: Häpplinge

Länge: 8,15 bis 8,5 km

Steigung: ? m

Posten: ?

## Frauen

### Sprint
| Platz | Land | Athletin              | Zeit        |
| ----- | ---- | --------------------- | ----------- |
| 1     | SUI  | Simone Niggli-Luder   | 12:32,2 min |
| 2     | SWE  | Karolina A. Höjsgaard | 13:01,1 min |
| 3     | NOR  | Elisabeth Ingvaldsen  | 13:19,5 min |
| 4     | CZE  | Dana Brožková         | 13:21,0 min |
| 5     | SWE  | Anna Märsell          | 13:26,0 min |
| 6     | SWE  | Emma Engstrand        | 13:27,4 min |

Titelverteidigerin:  Simone Niggli-Luder

Finale: 15. September

Ort: Villa Utsikten

Länge: 2,56 km

Steigung: 80 m

Posten: 11

### Mitteldistanz
| Platz | Land | Athletin            | Zeit        |
| ----- | ---- | ------------------- | ----------- |
| 1     | NOR  | Hanne Staff         | 33:03,1 min |
| 2     | RUS  | Tatjana Riabkina    | 33:14,9 min |
| 3     | FIN  | Heli Jukkola        | 33:30,3 min |
| 4     | SWE  | Jenny Johansson     | 34:17 min   |
| 5     | FIN  | Minna Kauppi        | 33:58,5 min |
| 6     | SUI  | Simone Niggli-Luder | 34:19,7 min |

Titelverteidigerin:  Simone Niggli-Luder

Finale: 18. September

Ort: Lappslätten

Länge: 5,26 km

Steigung: ? m

Posten: ?

### Langdistanz
| Platz | Land | Athletin              | Zeit        |
| ----- | ---- | --------------------- | ----------- |
| 1     | SWE  | Karolina A. Höjsgaard | 1:22:25,4 h |
| 2     | NOR  | Hanne Staff           | 1:23:26,5 h |
| 3     | FIN  | Marika Mikkola        | 1:23:51,6 h |
| 4     | SUI  | Simone Niggli-Luder   | 1:23:57,5 h |
| 5     | NOR  | Birgitte Husebye      | 1:24:03,7 h |
| 6     | FIN  | Minna Kauppi          | 1:24:17,6 h |

Titelverteidigerin:  Simone Niggli-Luder

Finale: 16. September

Ort: Västervåla

Länge: 11,02 km

Steigung: 475 m

Posten: 25

### Staffel
| Platz | Land | Athleten                                            | Zeit        |
| ----- | ---- | --------------------------------------------------- | ----------- |
| 1     | SWE  | Gunilla Svärd Jenny Johansson Karolina A. Höjsgaard | 1:53:41,0 h |
| 2     | FIN  | Marika Mikkola Minna Kauppi Heli Jukkola            | 1:53:43,4 h |
| 3     | NOR  | Birgitte Husebye Elisabeth Ingvaldsen Hanne Staff   | 1:55:34,6 h |
| 4     | SUI  | Käthi Widler Vroni König-Salmi Simone Niggli-Luder  | 2:01:21,9 h |
| 5     | RUS  | Julia Nowikowa Olga Belozerowa Tatjana Riabkina     | 2:01:46,9 h |
| 6     | GBR  | Sarah Rollins Helen Winskill Heather Monro          | 2:03:19,4 h |

Titelverteidigerinnen:  Brigitte Wolf, Vroni König-Salmi, Simone Niggli-Luder

Finale: 19. September

Ort: Häpplinge

Länge: 6,1–6,3 km

Steigung: ? m

Posten: ?

## Medaillenspiegel
| Platz | Land       | Gold | Silber | Bronze | Gesamt |
| ----- | ---------- | ---- | ------ | ------ | ------ |
| 1     | Schweden   | 3    | 3      | 1      | 7      |
| 2     | Norwegen   | 3    | 2      | 3      | 8      |
| 3     | Frankreich | 1    | —      | —      | 1      |
|       | Schweiz    | 1    | —      | —      | 1      |
| 5     | Russland   | —    | 3      | —      | 3      |
| 6     | Finnland   | —    | 1      | 2      | 3      |
| 7     | Ukraine    | —    | 1      | —      | 1      |